# Asphondylia phlomidis
Asphondylia phlomidis är en tvåvingeart som beskrevs av Alessandro Trotter 1901. Asphondylia phlomidis ingår i släktet Asphondylia och familjen gallmyggor.
Artens utbredningsområde är Grekland. Inga underarter finns listade i Catalogue of Life.